# 邻封镇
邻封镇，是中华人民共和国重庆市长寿区下辖的一个乡镇级行政单位。

## 行政区划
邻封镇下辖以下地区：
邻封村、上硐村、青观村、汪塔村、上坪村、三化村、保家村、焦家村、庙山村和石心村。